# Kimberly Quinn (Journalistin)
Kimberly Quinn (* 1961 als Kimberly Salomon, oder auch bekannt als Kimberly Fortier) ist eine US-amerikanische Journalistin.  

## Leben und Karriere
Quinn ist die einzige Tochter des Unternehmers Marvin Salomon mit der Schauspielerin Lugene Sanders. Quinn studierte Politikwissenschaft am Vassar College in Poughkeepsie, New York, bevor sie einen Abschluss an der Oxford University erwarb.
Im Laufe ihrer Karriere arbeitete sie unter anderem an den Magazinen Vogue, The Times, Erotic Review und anderen erfolgreichen US-Zeitschriften. Von 1996 bis 2004 war sie Herausgeberin der englischen Zeitschrift The Spectator.
Im Zusammenhang mit dem Bekanntwerden ihrer drei Jahre andauernden außerehelichen Affäre mit dem britischen Heimatschutzminister David Blunkett führten Zweifel an der Visumvergabe für das von Quinn angestellte Kindermädchen zum Rücktritt des Ministers.